# 森川寛衛
森川 寛衛（もりかわ かんえ、1835年（天保6年9月） - 1908年（明治41年）1月8日）は、明治時代の政治家。醸造家。衆議院議員。

## 経歴
美濃国海西郡瀬古村（岐阜県海津郡瀬古村、吉里村、海津町を経て現海津市）出身。漢学を修める。農業および酒造業を営む。
吉里村戸長、岐阜県会議員、海津郡会議員、所得調査委員、徴兵参事員を歴任した。
1898年（明治31年）3月の第5回衆議院議員総選挙では岐阜県第3区から出馬し当選。衆議院議員を1期務めた。